# Йожеф, Аттила
А́ттила Йо́жеф (венг. József Attila; 11 апреля 1905[…], Будапешт — 3 декабря 1937[…], Балатонсарсо, Шомодь) — венгерский поэт. Лауреат премии Кошута.

## Биография
Родился на рабочей окраине Будапешта. Отец, выходец из Трансильвании, оставил семью, когда сыну было три года. Мать, работавшая прачкой и уборщицей, умерла в 1919 году. Поэт подрабатывал с детских лет, сменил множество занятий. Ещё в юности несколько раз пытался покончить с собой.
Поступил в Сегедский университет (1924), но был исключён за революционные стихи. Затем учился в Вене (1925) и Париже (1926—1927), где прочёл Гегеля и Маркса, открыл для себя поэзию Вийона. Вернулся на родину в 1927 году. В конце 1920-х гг. пережил тяжёлый нервный срыв.
В 1930 году вступил в Венгерскую коммунистическую партию. В 1931 году начал интересоваться психоанализом. В 1933 году был исключён из партии сталинистами. В 1935 году снова пережил глубокую депрессию, был помещён в психиатрическую лечебницу. В 1936 году начал издавать леворадикальный журнал «Довод» (венг.  Szép Szó). В 1937 году познакомился с Томасом Манном, посвятил ему стихотворение.
В конце жизни психическое здоровье поэта было уже совершенно подорвано, он неоднократно оказывался на лечении в психиатрических клиниках. В один из тяжёлых периодов покончил с собой, бросившись под поезд.

## Память

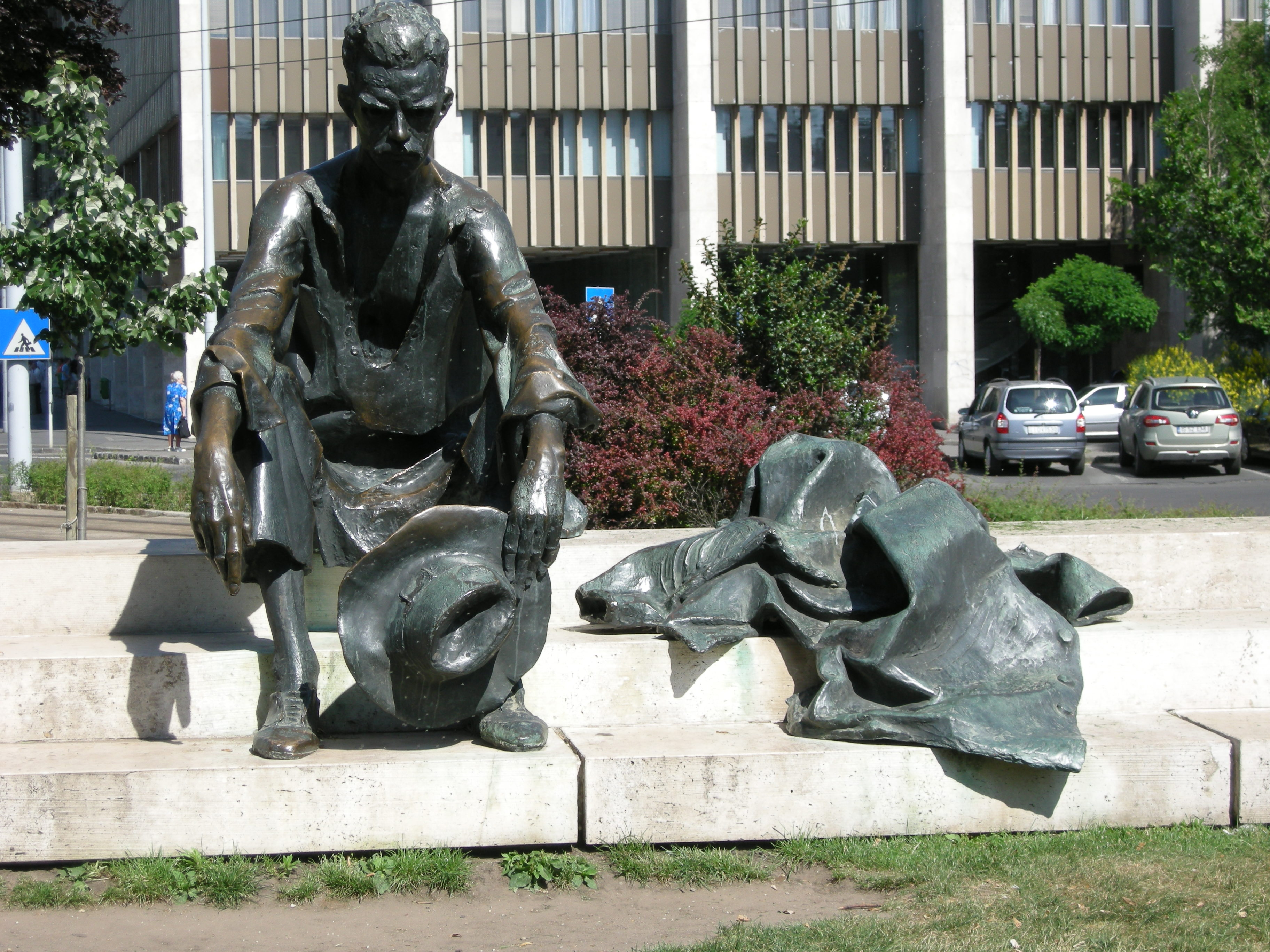
Памятник Аттиле Йожефу в Будапеште недалеко от здания венгерского парламента

- Поэзия Йожефа, вошедшая в классику европейской лирики XX века, вобрала в себя поиски французского сюрреализма, революционные традиции Эндре Ади, авангардизм Лайоша Кашшака.
- Его стихи переводили крупные поэты: Элюар, Гильвик во Франции, Стефан Хермлин в ГДР, Семён Кирсанов, Леонид Мартынов, Давид Самойлов в СССР.
- Стихи Йожефа переводил актёр и драматург Леонид Филатов: в 1980 году в театре на Таганке он организовал поэтический вечер, посвящённый поэту.
- На стихи Йожефа писали музыку Д. Лигети, Д. Куртаг, Эдисон Денисов, Дж. Мандзони и др.
- Университет Сегеда в 1962—2000 носил имя Аттилы Йожефа.

## Произведения
- A szépség koldusa/ Попрошайка красоты[5][6] (1922, предисловие Дьюлы Юхаса)
- Nem én kiáltok/ Не я кричу (1925)
- Nincsen apám se anyám/ Ни отца, ни матери (1929)
- Döntsd a tőkét, ne siránkozz/ Пни корчуй и не скули[5][6](1931, второе значение слово "tőke" - "капитал"[7], название, скорее всего, стало одной из причин того, что книга была запрещена и конфискована цензурой)
- Külvárosi éj/ Ночь окраины[5][6] (1932)
- Medvetánc/ Медвежий танец (1934)
- Nagyon fáj/ Очень больно (1936)

## Публикации на русском языке
- Стихи. М.: Гослитиздат, 1962.
- Родина моя. М.: Детская литература, 1968.
- Стихи. М.: Художественная литература, 1980.
- Венгерская поэзия. XX век. М.: Художественная литература, 1982. С. 238—301.
- О Венгрия, страна моя… М.: Детская литература, 1987.
- На ветке пустоты: Стихи, письма, документы. М.: Три квадрата, 2005.